# Große Chagyima-Halle
Die Große Chagyima-Halle (chinesisch 查杰玛大殿, Pinyin Chájiémǎ dàdiàn, englisch Chagyima Hall) in der Großgemeinde Riboche der Stadt Qamdo im Autonomen Gebiet Tibet der Volksrepublik China, stammt aus den Zeiten der Yuan- bis Qing-Dynastie. 
Das Riboche-Kloster (chin. Leiwuqi si 类乌齐寺) gehörte ursprünglich zur Taklung-Kagyü-Schule. 1326 wurde die Halle unter Vorsteher Wogyain Gongbo (chin. Wujian gongbu 乌坚贡布) erbaut, sie wurde zum Symbol der Taklung-Kagyü-Schule. 
Die Halle ist ca. 30 Meter hoch und hat drei Stockwerke: das erste ist ca. 13,5 m hoch, das zweite ca. 9 m und das dritte ca. 5 m. In der Halle befindet sich eine goldene Statue des Sakyamuni, die Sangjyiwen (chin. Sangjiwen 桑吉温) aus Lhasa hierher brachte.
Die Halle steht seit 2006 auf der Denkmalliste der Volksrepublik China (6-764).